# Velarifictorus woomera
Velarifictorus woomera är en insektsart som först beskrevs av Otte, D. och R.D. Alexander 1983.  Velarifictorus woomera ingår i släktet Velarifictorus och familjen syrsor. Inga underarter finns listade i Catalogue of Life.